# 神田山陽
神田山陽（かんだ さんよう）は、講談師の名跡。当代は三代目。本項では二代目について述べる。
- 初代神田山陽
- 三代目神田山陽 - 当代

二代目 神田 山陽（かんだ さんよう、1909年8月31日 - 2000年10月30日）は、講談師。本名：浜井 弘。

## 経歴
中国大連生まれ、生後すぐに東京に移住。書店・出版社の「大阪屋号書店」の社長の嗣子として生まれる。
日本大学予科から同大学商業学部経済学科に入学するが、ダンスに熱中したため、自然放校となる。趣味が高じて、ダンスの教師を務めたこともあった。
1935年、大谷内越山の一人一話会に入会し、1939年、独立格として品川連山の名で高座に上る。六代目一龍斎貞山、大島伯鶴、初代神田山陽に師事するが、戦後に相次いで師匠を亡くす。1942年に講談組合の真打に昇進。1948年、三代目神田小伯山を襲名し、八代目桂文楽一門として落語協会に加入する。1955年、二代目神田山陽を襲名。1956年、落語協会から日本芸術協会（現落語芸術協会）に移る。
1970年、講談協会会長に就くが、1972年、講談協会が多数決で解散と決まり、日本講談協会を設立する。1980年、再び講談協会が設立され副会長に就く。1991年、講談協会を退会し、再び日本講談協会を結成する。この際に門人の去就をそれぞれ個人に委ねたため、日本講談協会ではなく講談協会に留まった者もいる。
1997年、講談界で初めて要記録無形文化財に認定された。2000年10月30日、腎不全のため死去した。91歳没。
山陽の名跡は2002年8月に元弟子の神田北陽（二代目山陽没後、三代目松鯉門下へ移籍）が三代目として襲名した。

## 人物
趣味は将棋で、戦前には若手棋士を集めたトーナメントのスポンサーになったこともあった。また、NHK将棋講座、NHK杯将棋トーナメントの司会を務めたことがある。1996年、第3回大山康晴賞を受賞。
私費を投じて講談界再興に尽力し、女流講談の育成や多くの演目の伝承に貢献した。晩年は多くの女流棋士が手厚く介護したという。

## 著書
- 『桂馬の高跳び －坊っちゃん講釈師一代記』（光文社、1986年2月、のちに中公文庫、2020年12月）解説・六代目神田伯山[5][6]

## 弟子
太字は現役。無印は日本講談協会のみ所属、★は日本講談協会・落語芸術協会に所属、☆は講談協会所属。
- 三代目神田松鯉★
- 二代目神田愛山
- 神田翠月☆ - 田辺一鶴門下から移籍
- 神田山裕 - 2015年死去
- 神田陽子★
- 神田すみれ☆
- 神田紫★
- 神田紅★
- 神田香織☆
- 神田茜☆ - 落語協会にも所属（春風亭小朝→林家たい平の内輪にも加わる）
- 神田昌味

### 山陽死後他門下へ移籍
- 神田北陽★ - 三代目神田松鯉門下へ
- 神田陽司 - 神田紅門下へ
- 神田京子★ - 神田陽子門下へ
- 神田ひまわり - 五代目柳亭痴楽門下へ（日本講談協会は離脱し、落語芸術協会のみ所属）

### かつての一門弟子
出典：二代目神田山陽一門系図（三代目神田松鯉作成） - 中央公論新社
- 品川連生（神田錦陽）
- 品川好山（神田好山） - 刺青を入れており、逗子の海岸で自殺したという。
- 神田伯水
- 神田連山 - 落語家、幇間をへて講談師になったが、山陽門下で六度の破門をうけ、また、将棋の真剣師でもあり「杉浦一香」の名前をなのった[7]。「杉浦一香」は大道詰将棋の世界でも名がしられた存在だった[8]。
- 大谷竹山
- 天の夕づる - 田辺一鶴門下から移籍
- 神田鶴陽
- 神田勢山
- 神田かなりや
- 神田南陽
- 神田治山
- 神田東陽
- 神田照山 - 講談協会に残留、その後退会

### 客分弟子
- 馬場光陽